# Ястребиное (село)
Ястребиное (укр. Яструбине) — село, Яструбинский сельский совет, Сумский район, Сумская область, Украина.
Код КОАТУУ — 5924789801. Население по переписи 2022 года составляло 706 человек.
Является административным центром Яструбинского сельского совета, в который, кроме того, входят сёла Бондаревщина, Графское и Диброва.

## Географическое положение
Село Ястребиное находится на берегу реки Крыга, ниже по течению на расстоянии в 1,5 км расположено село Бондаревщина. По селу протекает пересыхающий ручей с запрудой. На расстоянии в 4 км проходит граница с Россией.

## История
Село Ястребиное основано в конце XVII века. Исторический календарь Сумской епархии Украинской Православной Церкви сообщает, что первый Васильевский храм в селе Ястребином был построен еще в 1683 году. 
В 1684 году полковник Сумского слободского полка Андрей Герасимович Кондратьев женился на внучатой племяннице стародубского полковника И.И. Скоропадского, дочери брацлавского полковника Елене Михайловне Зеленской (ок.1665 - 1738), которая после его смерти в 1708 году, среди всех обширных землевладений, унаследовала и село Ястребиное. Характеризуя состав его жителей во время І Ревизии (1720 г.) "полковница Елена Михайловна сказала вправду":

Во владетельстве за мною в Сумском уезде на отчиной земле село Ястробенное да в том же селе вольные пришли черкасы…

Среди вольных черкасов Сумского слободского козачьего полка в Ястребином ревизии, в частности, фиксируют родоначальника будущих носителей герба Шовкопляс Касіяна Романова Шелкоплясенко. . 
В XIX веке село было волостным центром Ястребенской волости Сумского уезда Харьковской губернии. В селе была Васильевская церковь.

## Экономика
- Молочно-товарная и свино-товарная фермы.

## Объекты социальной сферы
- Дом культуры.